# Piprafélék

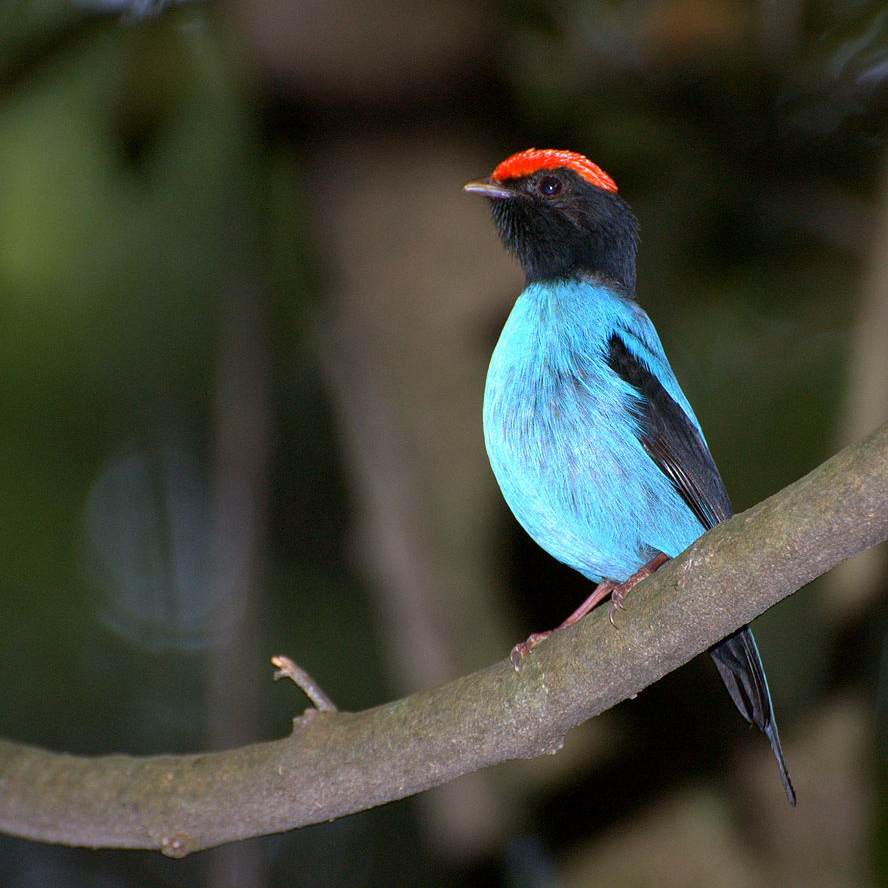
Díszes pipra (Chiroxiphia caudata)

A piprafélék (Pipridae) a madarak osztályának verébalakúak (Passeriformes) rendjébe tartozó család.

## Rendszerezésük
A családot Constantine Samuel Rafinesque írta le 1815-ben, az alábbi nemek tartoznak ide:

## Neopelminae
- Neopelma - 5 faj
- Tyranneutes - 2 faj

## Piprinae
- Ilicura
- Masius
- Corapipo[2] vagy Masius[1]
- Chiroxiphia
- Antilophia[2] vagy Chiroxiphia[1]
- Xenopipo
- Chloropipo
- Cryptopipo[1] vagy Xenopipo
- Lepidothrix
- Heterocercus
- Manacus
- Pipra
- Machaeropterus
- Pseudopipra
- Ceratopipra

## Előfordulásuk
Mexikó, Közép-Amerika és Dél-Amerika területén honosak.

## Megjelenésük
Kicsi vagy legfeljebb középnagyságú madarak, testhosszuk 7–15 centiméter között van, testtömegük 8–30 gramm között. Tollazatukban az éjfekete alapszín kiáltó ellentétben szokott lenni az élénk kék, piros, sárga vagy fehér színfoltokkal.  A tojók és az 1 évesnél fiatalabb egyedek tollazatában az olívazöld szín dominál. Tollazatuk meglehetősen testhezálló és kivált a homloktájékon igen rövid, de az orrlyukakat elfedi és a csőr töve körül finom sertékbe megy át.

## Életmódjuk
Életmódja és viselkedése leginkább a mi cinegéinkre emlékeztet. Táplálékuk kisebb gyümölcsökből és rovarokból áll. Énekük nem kiemelkedő.

## Szaporodásuk
A hím látványos udvarlási tánccal cserkészi be párját. Fészekaljuk általában 2 tojásból áll, melyet 18–21 napon belül kiköltenek. A fiókákat 13–15 napig a tojók gondozzák egyedül, mivel nem alkotnak stabil párokat.